# アマチュアリズム
アマチュアリズム（英: amateurism）とは、「スポーツをするものは、アマチュアでなくてはならない」という主張、あるいは「スポーツはアマチュア精神に従ってするのがよい」という考え方の主張である。

## 歴史
内海和雄はアマチュアリズムの条件の構成要素を以下の3つに分類した。
- 身分的要素：「職工、機械工、機関工、労働者の排除」、「陸海軍士官、文官、紳士、大学生、パブリックスクールの生徒のみの参加」、「プロとの試合禁止」、「プロのアマ化禁止」、「体育教師、プロコーチの排除」
- 経済的要素：「生計のためのスポーツをする者は排除」、「賞金を目当てとする者は排除」
- 倫理的要素：「紳士或いはその品位ある者」、「スポーツそれ自体を享受するもの」、「フェアプレイに徹するもの」

ギリシア・ローマ時代に行われたオリンピックは、肉体の栄光を讃えると同時に、その人格に価値を求めたアマチュアリズムの理想であったが、後にオリンピックで活躍した者に賞金や身分を与えるようになり、アマチュアリズムの精神は失われた。やがて、エウリピデスがスポーツの職業化を酷評するなど、職業競技者に対する批評としてアマチュアリズムが主張された。
イギリスでは、1512年に初めて競馬に賞品が出され、1551年にジョッキークラブが組織されると、これを「プロフェッショナル」として批判反発する動きが生まれた。ボクシング界では、1795年にジョン・ジャックソン (John_Jackson_(English_boxer)) が専業ボクサーを撃破する一方、賞金を受け取ることを潔しとしなかったため、「ジェントルマン」と呼称された。
ボート界では1818年ごろにレアンダー・クラブ (Leander_Club) が設立され、競漕会が盛んになったが、プロフェッショナルの出場に反対する動きが1840年ごろから起こり、「職業家ではなく、ジェントルマンであること」「プロフェッショナルとの接触禁止」「勝利そのものを目的とすべし」などが主張された。1878年には、「アマチュア漕手あるいはスカラーは、陸軍士官・文官・高等の職業に従事する者・大学もしくは高等学校の学生生徒・その他労働者または職業競技者を含まない既存の競艇クラブに限る」と、アマチュアが定義された。さらに、ヘンリー・レガッタ（1879年）、陸上競技（1880年）、アメリカンフットボール（1885年）など各種競技でプロとアマの定義が明文化された。
イングランド発祥のラグビーフットボールは、1886年に定義が明文化されアマチュア志向を歩み始めたが、すぐにプロ団体とアマ団体とに分裂した。1895年にプロ化を志向するイングランド北部地域が脱退し、やがてプロ選手中心の13人制ラグビーリーグが誕生する。残ったイングランド南部地域は15人制ラグビーユニオンとなり国際組織ワールドラグビーに成長し、1995年のアマチュアリズム破棄（プロ化、オープン化）まで、ちょうど100年間にわたり世界の15人制ラグビーにおいてアマチュアリズムを徹底し続けた。
1925年、IOCはオリンピックに参加する競技者の資格を「いかなるスポーツであってもプロフェッショナルはいけない」と定めたが、後に削除している（後述）。
現代のスポーツは、アマチュア・スポーツとして仕事の合間の片手間のトレーニングでは及びもつかないほどのレベルに発展しており、トップ・レベルのスポーツは生活全てを傾注しなければならないほどのものであって、真の意味で「スポーツを本業としない」アマチュア・スポーツの理念を遵守していては勝負にならない。そのため、アマチュア・スポーツの最大の祭典であるオリンピックに出場するようなトップ・レベルの競技選手に対して、もはやアマチュアリズムを押しつけることはできないと指摘される。
日本では、武田千代三郎が1922年に体育協会機関誌『アスレチックス』で発表した論稿「アマチュアリズム」が知られる。武田が1900年代に確立した「競技道」概念と1920年代に確立した「アマチュアリズム」概念は、一貫してスポーツと金銭との結びつきを善としないという、経済的要素と倫理的要素が重なり合ったものが内包されていただけでなく、教育的要素が内包されていた。しかし、1900年代の「競技道」概念では、勝利至上主義を理性によって「克服」することに教育的価値を見出していたのに対し、1920年代の「アマチュアリズム」概念においては、勝利至上主義が「排除」の対象へと変化していった可能性が示唆されている。日本体育協会は1957年12月4日にアマチュア規定を定めた。

## オリンピックにおけるアマチュアリズム
ジム・ソープ事件
初期のオリンピックにおけるアマチュアリズムに関わる事件としては、アメリカの陸上競技選手だったジム・ソープのケースが挙げられる。1912年のストックホルムオリンピックの十種競技と五種競技の金メダリストとなったソープは、野球のマイナーリーグでのプレー歴があった（詳細はソープの項目を参照）ことが大会終了後明るみに出たため、翌1913年に金メダル剥奪・記録抹消という厳しい処分を受けた。69年後の1982年にIOCはソープの復権を決定し、金メダリストとして認定された。ソープの死去から29年後のことである。
休業補償問題
労働者階級の選手が大会に出場する場合、その間の賃金を補償すべきかどうかという点が、早い時期から問題になっていた。この件に関し、国際サッカー連盟はそうした補償を行われた選手もアマチュアであると認定したが、IOCはこれを認めず、それが原因で1932年のロサンゼルスオリンピックにおいてはサッカーが実施されないという事態を招いた。IOCは長い議論の末に1962年の憲章改正で、オリンピックの参加選手に対する休業補償を認めるに至ったが、これは同時にプロ容認への第一歩でもあった。
アマチュア規定の削除
第5代IOC会長（1952-72年）を務めたアベリー・ブランデージは、原理主義的なアマチュアリズムを唱え、「ミスター・アマチュア（リズム）」と呼ばれた。しかし、彼の在任中にスポーツを取り巻く環境は大きく変わり、アマチュアリズムとの乖離が進行した。特に、ヘルシンキオリンピックにおいて、ソ連をはじめとする東欧の社会主義諸国は、国家による出場者の選抜と専門的なトレーニングを施しており、「ステート・アマ」と呼ばれるようになる。また、上記の休業補償を認めたことから、西側の選手も日常的にスポーツトレーニングしか行っていない者が多くを占めるようになり、1971年のIOC総会ではミュンヘンオリンピックの組織委員長から、すべての国の選手が「ステート・アマ」化しているという質問状が提出されるに至った。
一方、ブランデージはアマチュアリズムの維持にこだわり、アルペンスキーを中心に、用具メーカーからの供与とその実質的な宣伝を選手が行っていた冬季大会を批判し、冬季オリンピックは将来廃止されるべきであると主張していた。そして、IOCは札幌オリンピックの際に、オーストリアのアルペンスキー選手であるカール・シュランツ (arl_Schranz) に対して、「名前や写真を広告に使わせた」という理由でアマチュア資格違反とみなし、開会式の前に選手村から追放する処分を行った。
その後、IOC会長が6代目のキラニン男爵マイケル・モリスに交代し、1974年のIOC総会でオリンピック憲章からアマチュア規定が削除された。